# Mesopotamien

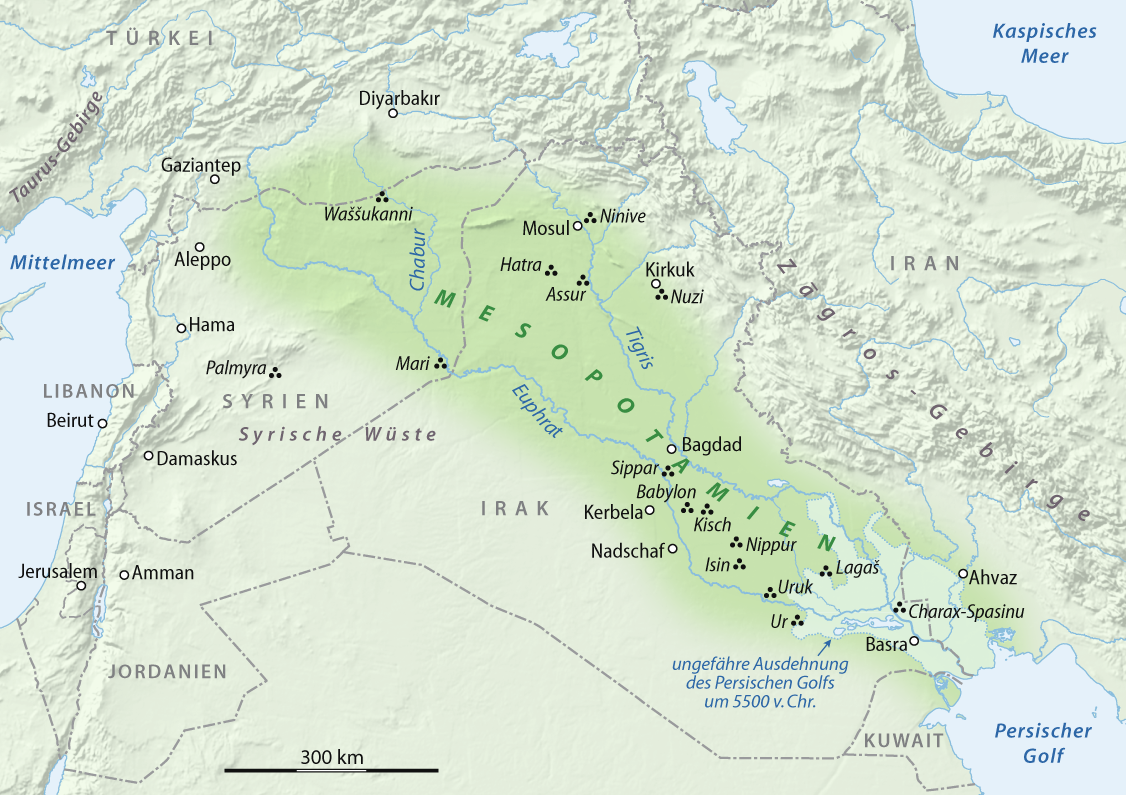
Karta över Mesopotamien

Mesopotamien (grekiska för "landet mellan de två floderna"; syriska: ܒܝܬ ܢܗܪ̈ܝܢ "Bēṯ Nahrīn") eller Tvåflodslandet är området runt floderna Eufrat och Tigris i nuvarande Irak, och delar av Iran, Syrien och Turkiet.
Civilisationens vagga förläggs oftast till Mesopotamien för omkring 5 000 år sedan. Under de följande 2000 åren var tvåflodslandet världens mest högtstående kultur och utövade ett starkt inflytande på sina grannar i Egypten, Mellanöstern och Indusdalen. De bördiga slätterna i södra Mesopotamien, som var en del av den så kallade bördiga halvmånen, gav rika skördar, och läget mellan alla andra civilisationer gjorde kulturer som Sumer, Akkad, Assyrien och Babylonien till de allra mäktigaste under långa epoker.
I Mesopotamien utvecklades det allra äldsta skriftspråket (så kallad kilskrift). Här uppstod också de första städerna Lagash, Ur, Uruk, och Nippur. Många dynastier och imperier har genom tiderna kontrollerat området.
Större delen av det historiska området Mesopotamien är en del av Irak sedan nybildningen av staten Irak år 1932. Området tillhörde dock Persien fram till 1535 och Osmanska riket 1535 - 1918, då britterna tog över provinsen efter första världskrigets slut. Den nordvästra delen av Mesopotamien tillhör idag Syrien och Turkiet.

## Historia

### Sumererna
Den sumeriska kulturen blomstrade i Mesopotamien 3000 år f.Kr. Livet mellan floderna präglades av dessas nyckfulla beteende, vanligen var de en outsinlig källa till bördig jord, men ibland kunde de svämma över med förödande resultat. När floderna svämmade över varje år ledde man vattnet med hjälp av kanaler som ledde till bassänger där man sparade vattnet till den påföljande torkperioden. Sumererna levde länge i fred, men efter hand uppstod konflikter med grannfolken. Ett av de tidigaste kända krigen var med elamiterna, ett folk som levde i det som idag är västra Iran. Denna gräns har varit omstridd ända sedan dess, förmodligen den mest omtvistade gränsen i världshistorien. Den sumeriska dominansen utmanades även av akkaderna.

### Akkaderna
År 2340 f.Kr. besegrades sumererna av den akkadiske ledaren Sargon, varvid det akkadiska imperiet bildades, som då sträckte sig ända till Libanon. Huvudstaden för imperiet blev Akkad, vilket gav folket dess namn. Sargons storvuxna imperium varade dock till år 2125 f.Kr. då staden Ur i södra Mesopotamien gjorde uppror, och det akkadiska imperiet föll tillbaka till förmån för sumeriska stadsstater.

### Assyrierna
Assyrien var ett forntida rike med centrum vid floden Tigris i norra Mesopotamien. Assyriska riket existerade från cirka 2000 f.Kr. till sin undergång under slutet av det sjunde århundradet f.Kr. och räknas som den första militära stormakten.
Det assyriska väldets gränser växlade med dess maktställning och på höjden av sin makt nådde det till Armenien i norr, Mediens berg i öster, Persiska viken, Arabiens och Afrikas öknar i söder och Medelhavet i väster. Assyrien blev upplöst 609 f.Kr.
Assyrierna var semiter och stod språkligt och kulturellt nära babylonierna. Assyriernas språk, assyriska, var en dialekt av akkadiska. Assyrierna utmärkte sig även i kulturellt hänseende särskilt på konstens område. Deras huvudgud var Ashur som även var skyddsguden för den gamla huvudstaden med samma namn.

### Babylonierna
Efter den sumeriska civilisationens kollaps enades folken åter år 1700 f.Kr. av den babyloniske kungen Hammurabi, och landet blomstrade återigen, nu som en del av Babylonien. Det babylonska väldet omfattade ett stort område som täckte det mesta av Eufrat-Tigris-dalen ända från Sumer och Persiska viken. Han utökade imperiet norrut genom dalen och västerut till kusten mot Medelhavet. Efter att ha slagit samman sina erövringar under ett enda styre i Babylon, koncentrerade han sig på att säkra sina gränser och försöka öka välståndet inom landet. Hammurabis dynasti, även kallad Babylons första dynasti, varade cirka 200 år, till omkring 1530 f.Kr. Under hans och hans efterföljares styre genomgick landet en period av välstånd och fred.
Redan vid Hammurabis död påbörjades dock det som skulle leda till Babyloniens fall. Kassiterna började gradvis anfalla utkanterna av riket under Hammurabis sons styre, och efter ett par hundra år försvagades Babylonien gradvis av dessas återkommande attacker. Slutligen lyckades kassiterna erövra landet och upprättade ett eget styre, den Kassanska dynastin. Tidpunkten för detta är osäker, 1530 f.Kr. är den som vanligen anges, men 1570 och 1595 har också nämnts.
Mitanni var ytterligare ett folk som samtidigt höll på att bygga upp ett eget mäktigt rike. De existerade bara i omkring 150 år, men under den tiden var de ett av de mäktigaste imperierna i området. Bland annat lyckades de nå nästan total kontroll över Assyrierna (som låg väst om Mitanni och nordväst om det Kassitiska Babylonien). Assyrierna lyckades slutligen bryta sig loss från Mitanni, och blev efter en tid nästa stora makt att utöva sitt inflytande över Mesopotamien. Efter att ha besegrat och i det närmaste annekterat Mitanni, började Assyrien utmana Babylonien. De försvagade landet så mycket att den kassitiska dynastin förlorade makten, och Assyrien hade under en tid kontroll över Babylonien, tills folket revolterade. Därpå följde det som kallats den 2:a dynastin av Isin (1156-1025) då babylonierna åter styrde sig själva. Nebukadnessar I (1124-1103) är förmodligen den mest kända regenten från den eran. Han lyckades lägga under sig en hel del land och genomförde även framgångsrika angrepp mot Assyrien.

### Kaldéerna
Under 1000-talet f.Kr. började en av de mäktigaste stammarna i södra Mesopotamien, kaldéerna, spela en betydelsefull roll. År 625 f.Kr. tog den kaldeiske kungen Nabopolassar makten i Babylonien och tycks därigenom ha ökat stabiliteten och makten i landet. De lyckades framgångsrikt slå tillbaka flera invasioner och revolter. Det kaldeiska inflytandet var så starkt att Babylonien blev känt som Kaldéen i omvärlden.
Samtidigt var Assyrien under påtagligt tryck från mederna i Persien. Nabopolassar lyckades skapa en allians med mederna, och den samlade kraften var mer än vad Assyrien kunde stå emot. År 612 f.Kr. föll den assyriska huvudstaden Nineve i alliansens händer och plundrades och brändes och det assyriska riket krossades
Nebukadnessar II (604-562), son till Nabopolassar, ärvde imperiet och regerade mycket framgångsrikt. Han lyckades konsolidera riket och återuppbyggde Babylon. År 586 f.Kr. erövrade Nebukadnessar Judeen, dåvarande landet runtom staden Jerusalem som blev mer eller mindre förstört, liksom Salomos tempel. Cirka 15 000 invånare tillfångatogs och fördes till Babylon. Nebukadnessar II är även känd för att ha låtit bygga Babylons hängande trädgårdar, ett av världens sju underverk.

### Andra härskare
Överodling hade gjort att Mesopotamiens slätter inte längre gav de skördar det en gång gjort och Mesopotamien fick långsamt se sin position som supermakt gå förlorad till de nya kulturerna som växte fram kring Medelhavet. Efter Nebukadnessars död invaderades landet i omgångar av olika parter. Bland dessa kan nämnas Kyros II år 539 f.Kr. samt Alexander den store 331 f.Kr. som även dog där år 323. Efter grundandet av den nya grekiska huvudstaden Seleukia tappade Babylon i betydelse. Under det andra århundradet f.Kr. blev den en del av det persiska imperiet, vilket den förblev fram till 700-talet e.Kr. då staden erövrades av arabiska muslimer.

## Mesopotamien i modern tid
Större delen av det historiska området Mesopotamien är en del av Irak sedan nybildningen av staten Irak år 1932. Området tillhörde dock Persien fram till 1535 och Osmanska riket 1535 - 1918, då britterna tog över provinsen efter första världskrigets slut. Den nordvästra delen av Mesopotamien tillhör idag Syrien och Turkiet.

## Mesopotamiens konst
Mesopotamien bestod av ett stort antal civilisationer som verkade sida vid sida och avlöste varandra. Den sumeriska, akkadiska, hettitiska, hurritiska, babyloniska, mediska, assyriska och persiska konsten utgjorde grunden för den konst som utövas idag inom både bildkonst, arkitektur och litteratur.